# 노루귀
노루귀(Hepatica asiatica Nakai)는 미나리아재비과에 속하는 여러해살이풀이다. 학명은 깔때기 모양으로 말려나오는 어린잎의 뒷면에 하얗고 기다란 털이 덮여 있는 모습이 노루의 귀처럼 보인다고하여 붙은 이름이다. 꽃은 3~4월에 핀다.

## 분포
한국 전역에 널리 분포하는데 특히 제주도와 남해의 새끼노루귀(insularis Nakai), 울릉도의 섬노루귀(maxima Nakai)는 한국 특산종이다.

## 특징
키가 작아 눈에 잘 띄지 않으나, 무리지어 자란다. 꽃은 4월에 잎이 나오기 전에 먼저 핀다. 부엽질이 풍부한 곳, 여름에는 서늘하고 겨울에는 빛이 잘 드는 양지쪽에서 잘 자란다. 꽃색은 기본적으로 흰색, 분홍색, 보라색이 있으나 연분홍에서 진분홍, 연보라에서 자주색에 가까운 진보라, 남색까지 색감이 다양하다. 꽃잎에 줄무늬가 있는 것, 꽃잎 가장자리에 흰색 테가 있는 것도 있다.

## 이용
주로 관상용으로 화단이나 화분에 심어 감상한다. 민간에서는 장이세신 또는 파설초라고 해서 진통제 또는 진해제로 사용하지만, 유독성 식물이다. 속명 헤파티가(Hepatica)는 간을 뜻하는 그리스어에서 유래했는데 , 잎이 간과 같은 헝태임을 나타낸다. 식물이 인체의 한 부위와 같은 모양일 경우, 그 부위에 대해 약효가 있다는 약징론에 따라, 유럽에서는 중세까지 노루귀가 간을 치료하는데 약효가 있는 것으로 믿었다.